# Louis Foureau de Beauregard
Louis Fourreau  (18 mai 1774, Moncontour - 30 novembre 1848, Paris) est un homme politique français.

## Biographie
Fils de Louis Fourreau, notaire et contrôleur des actes, et de Delphine Bourgnon, Louis Foureau de Beauregard sort diplômé de l'École de médecine de Paris en septembre 1803.
Il devient, à leur création en prairial an XI, médecins des Dispensaires parisiens et ce jusqu'en janvier 1811. Nommé en juin 1810 médecin par quartier de la Maison de l'Empereur et de l'Infirmerie impériale, il exerce ces fonctions jusqu'à mars 1814, puis à nouveau pendant les Cent Jours. Entre temps, il suit Napoléon Bonaparte à l'île d'Elbe.
Fait chevalier de la Légion d'honneur le 23 mars 1814, il est promu au rang d'officier le 15 mai 1815.
Il est élu, le 10 mai 1815, représentant de l'arrondissement de Loudun à la Chambre des Cent-Jours. Il ne fait point partie d'autres législatures.

## Sources
- Louis Fourreau de Beauregard, dans Robert et Cougny, Dictionnaire législatif, 1889 (détail de l’édition).